# Ахмад II (дей Алжиру)
Ахмад II ібн Алі Ходжа (*араб. احمد ابن علي خوجه; д/н — 7 листопада 1808) — 21-й дей Алжиру в 1805—1808 роках.

## Життєпис
Син впливового сановника Алі Ходжи. Сам Алхмад зробив кар'єру за часів деїв Сіді-Гасана і Мустафи II. Обіймав посаду вакіля аль-хараджа (на кшталт міністра закордонних справ). Після загибелі Мутафи II 1805 року обраний новим деєм.
Продовжив підтримку піратства в Середземному морі. Основні атаки здійснювалися на іспанців та судна італійських держав. 1807 року, Наполеон I, імператор Франції і король Італії, змусив дея звільнити 106 генуезців і п'ємонтців. Того ж року виступив проти Хаммуди-паші, бея Тунісу, який став підбурювати повстання в бейліку Костянтина. Проте алжирське військо в битві біля Слати (неподалік Тажервіну) зазнало поразки. Незважаючи на успішний захист Костнятини дії дея викликало загальне невдоволення. 1808 року його було вбито. Новим правителем обрано Алі ібн Мухаммада.